# Салехардская епархия
Салеха́рдская епа́рхия — епархия Русской православной церкви, объединяющая приходы в границах Ямало-Ненецкого автономного округа.

## История
Православие на территории нынешнего Ямало-Ненецкого автономного округа появилось благодаря русским переселенцам. В начале XVIII века сибирский митрополит Филофей Лещинский неоднократно совершал миссионерские поездки по многим селениям коренных народов Севера, расположенных в бассейнах Иртыша и Оби, внеся значительный вклад в распространение в их среде православия. Однако, после его смерти в 1727 году, миссионерская деятельность на территории Ямала долгое время не носила систематического характера, и, чаще всего не получала заметного отклика у его коренного населения.
После образования Обдорской миссии в 1853 году, рядом служивших в ней миссионеров была предпринята большая просветительская работа с местными жителями. Прослуживший более 20 лет в Обдорской миссии священник Пётр Попов совершал многочисленные миссионерские поездки на оленях по тундре, хорошо изучив нравы и обычаи северных народов. Большой вклад в развитие Обдорской миссии внес игумен Иринарх (Шемановский). Во время его настоятельства были построены каменная церковь Петра и Павла, приют, богадельня. В Обдорске была организована библиотека с читальней и этнографической коллекцией, положившие впоследствии начало городскому музею.
30 мая 2011 года решением Священного Синода в пределах Ямало-Ненецкого автономного округа была образована Салехардская епархия с выделением её из состава Тобольско-Тюменской епархии.
Епископом Салехардским и Ново-Уренгойским назначен епископ Звенигородский Николай (Чашин), викарий Московской епархии. 5 июня он прибыл в епархию.
Кафедральным собором Салехардской епархии является Преображенский собор в Салехарде, который был освящён Патриархом Московским и всея Руси Кириллом 21 сентября 2024 года. Второй кафедральный собор — Богоявленский собор в городе Новый Уренгой. С 2011 по 2024 год кафедральным собором являлся Храм Петра и Павла в городе Салехарде.

## Благочиния
Епархия разделена на 3 церковных округа:
- Новоуренгойское благочиние — иерей Илия Боровских
- Ноябрьское благочиние — протоиерей Александр Новиков
- Салехардское благочиние — протоиерей Алексий Мартынов

## Викариатства
- Ноябрьское